# Bureau international des Expositions
Il Bureau International des Expositions (abbreviato in BIE) è l'organizzazione intergovernativa che gestisce le Esposizioni Universali e Internazionali (contrazione in "Expo").
Il logo ufficiale del BIE è stato creato dallo studente giapponese Masanori Matushima e consiste in un cerchio, che simboleggia l'amicizia, all'interno del quale ci sono delle onde blu che si spostano verso l'orizzonte, simboleggiando il movimento dell'umanità verso il futuro. Il progetto è stato scelto dagli stati membri nel 1969 ed usato per la prima volta durante la Expo 1970 a Osaka.

## Storia
Il Bureau International des Expositions venne creato tramite la Convenzione di Parigi, firmata il 22 novembre 1928, che divenne effettiva a partire dal 17 gennaio 1931. L'istituzione ufficiale è avvenuta in occasione di una riunione convocata dal governo francese che si è tenuta tra il 17 e il 19 gennaio 1931.
Inizialmente il BIE aveva solo compiti amministrativi legati all'organizzazione delle esposizioni internazionali. Col tempo però il suo ruolo è evoluto in quello di ente sì a supporto amministrativo, ma anche che mette professionalità e competenze di esperti a disposizione degli Stati membri e organizzatori delle Expo e che partecipa attivamente alla promozione delle stesse. Inoltre è importante il suo ruolo come organizzazione propositrice di dialogo e cooperazione internazionale. Regola quindi la frequenza delle Esposizioni, la loro regolamentazione con rispetto delle leggi internazionali e ne garantisce la qualità.
Al momento i membri del BIE sono 170 Stati, ognuno rappresentato da uno o più delegati (al massimo tre). Qualsiasi Paese può diventare membro dell'organizzazione a patto di sottoscrivere la Convenzione del 1928 e i successivi protocolli e di essere membro di alcune organizzazioni internazionali, come specificato nella Convenzione stessa.

## Organizzazione
Il Bureau International des Expositions opera attraverso le seguenti strutture:
- segreteria: capeggiata da un segretario generale, gestisce tutte le attività del BIE. Attualmente ricopre questa carica il coreano Choi Jai-chul.
- commissioni: esistono quattro commissioni attraverso cui gli stati membri partecipano ai lavori dell'organizzazione tramite i propri delegati. A capo di ogni commissione vi sono un presidente che è anche vicepresidente del BIE, e un vicepresidente.
  - commissione amministrazione e bilancio: approva e definisce le strategie e le azioni riguardo alle finanze e all'amministrazione
  - commissione esecutiva: esamina i nuovi progetti e supervisiona l'organizzazione delle Expo
  - commissione regolamentazione: è responsabile dello studio delle regolamentazioni tecniche delle Expo e delle regole interne del BIE
  - commissione informazione e comunicazione: gestisce le attività promozionali e gli aspetti istituzionali e culturali
- comitato di direzione: i vicepresidenti delle commissioni formano un comitato che esamina le attività del BIE in preparazione alle assemblee generali che si svolgono in primavera e autunno.

L'assemblea generale a cui partecipano i delegati degli Stati membri e altri osservatori, si raduna due volte all'anno. Il dibattito è moderato dal presidente del BIE e consiste nell'esaminazione di proposte per nuovi progetti e dei report presentati dalle commissioni.

## Caratteristiche
(Convenzione di Parigi, 1928, Articolo 1)
Gli obiettivi che il BIE vuole raggiungere attraverso le esposizioni, come dichiarato dallo stesso ufficio sono:
- Rinforzare le relazioni internazionali
- Condividere cultura ed educazione
- Incoraggiare lo sviluppo
- Lavorare per l'ambiente
- Rinnovare la città
- Sperimentare col futuro

Ovviamente un'Expo può raggiungere l'obiettivo del rafforzamento delle relazioni internazionali purché numerosi Paesi vi partecipino. Essi sono invitati ad illustrare il tema generale dell'esibizione nei loro padiglioni e ognuno nella propria maniera, rappresentando il proprio Paese. Le Expo sono dunque un modo per esprimere e pubblicizzare la propria cultura e un veicolo di scambio culturale. Inoltre accettare regole comuni, contribuire allo sviluppo del tema, effettuare proposte e aprire un dialogo con quelle altrui, diventa un esempio di democrazia che funziona e che si può catalogare come democrazia globale. Ancora, le Expo sono un luogo di incontro eccezionale fra i cittadini del Paese organizzatore e quelli di tutto il resto del mondo, in un ambiente particolarmente adatto per lo scambio e l'incontro delle esperienze, competenze e conoscenze di ognuno. Le Esposizioni sono inoltre un momento unico per sperimentare il multilateralismo, che risulta essere l'unico modo di incoraggiare le nazioni alla pace e alla cooperazione.
Possono partecipare alle esposizioni organizzate dal BIE anche i Paesi non membri, mentre dei padiglioni appositi sono previsti per le aziende private interessate ad esporre. Sono inoltre invitate a partecipare alle Expo numerose associazioni internazionali. Ad esempio sono state spesso presenti l'Unione europea, le Nazioni Unite e la Croce Rossa Internazionale.

## Classificazione delle Expo
L'ultimo protocollo riguardante la classificazione delle Expo è stato firmato nel 1988; entrato in vigore a partire dal 1996 prevede la seguente classificazione:
1. International Registered Exhibition o World Expo (comunemente detta Esposizione Universale, viene formalmente registrata dal BIE)
  - Frequenza: ogni 5 anni
  - Durata massima: 6 mesi
  - Costruzione dei padiglioni da parte dei partecipanti
  - Superficie massima del sito non definita
  - Tema generale
2. International Recognised Exhibition o Specialised Expo (comunemente detta Esposizione Specializzata, viene formalmente riconosciuta dal BIE)
  - Frequenza: si tengono nell'intervallo fra due Expo registrate
  - Durata massima: 3 mesi
  - Costruzione dei padiglioni da parte degli organizzatori
  - Superficie massima del sito: 25 ha
  - Tema specifico

In generale valgono anche le seguenti regole:
- l'intervallo fra due Expo organizzate dallo stesso Paese deve essere di almeno 15 anni
- dopo la presentazione della prima candidatura gli altri Paesi membri hanno 6 mesi di tempo per presentare candidature alternative

Il BIE può inoltre garantire il riconoscimento a:
- Esposizioni Orticole di categoria A1 approvate dall'Associazione internazionale dei produttori orticoli (AIPH - International Association of Horticultural Producers), sempre che ci sia un intervallo di almeno due anni tra esposizioni organizzate da due Paesi differenti, e di almeno dieci anni tra eventi organizzati nello stesso Paese;
- Esposizioni di arti decorative e architettura moderna della Triennale di Milano, sulla base di precedenze storiche, sempre che mantengano le caratteristiche originali.

## La candidatura

Paesi e Città che hanno ospitato una Expo dal 1958

Il governo di uno stato che vuole organizzare un'Esposizione Universale (ufficialmente International Registered Exhibition) deve informare il BIE e rispettare alcuni criteri (che variano nella durata se si tratta di una Esposizione Specializzata, conosciuta anche come International Recognised Exhibition).
Deve sussistere un intervallo di tempo di almeno quindici anni tra la data della chiusura dell'ultima Expo organizzata dal Paese richiedente, e la data di apertura dell'Expo per cui si fa richiesta. La richiesta presso il BIE deve presentare il tema dell'Esposizione, le date proposte e la durata. Il Bureau International des Expositions informa tutti i governi dei suoi stati membri della pervenuta richiesta; entro sei mesi da questa data tali governi sono liberi di presentare una candidatura alternativa (le Esposizioni Orticole e la Triennale di Milano non sono incluse in queste regole). La richiesta di candidatura deve essere presentata nelle seguenti tempistiche:
- massimo nove anni prima e minimo sei anni prima dell'anno in cui è pianificata una Esposizione Universale (registrata dal BIE);
- massimo sei anni prima e minimo cinque anni prima dell'anno in cui è pianificata una Esposizione Specializzata (riconosciuta dal BIE).

Alla fine dei sei mesi il BIE si riserva il diritto di effettuare visite di controllo alle città candidate per valutare alcune caratteristiche delle proposte quali:
- tema
- durata e date
- localizzazione
- area del sito prescelto
- numero dei visitatori stimati
- stima di bilancio
- appoggio governativo e/o delle autorità locali e/o degli enti coinvolti

Attraverso i report di queste visite l'Assemblea Generale avrà elementi per poter votare, segretamente, la candidata ritenuta più idonea, che diverrà la città organizzatrice dell'Expo.
In Africa e in America Latina non si sono ancora mai tenute Expo (ad eccezione dell'Expo 1949 tenutasi a Port au Prince nel 1949). Le ultime candidature provenienti da uno di questi due continenti sono state quella di Tangeri ( Marocco) per l'Expo 2012, poi assegnata a Yeosu ( Corea del Sud), e quella di Buenos Aires ( Argentina), che è stata nominata organizzatrice dell'Esposizione Specializzata Expo 2023.

## Esposizioni Orticole
Oltre alle citate tipologie di esposizione, il BIE riconosce anche le Esposizioni Orticole raccomandate dall'Associazione internazionale dei produttori orticoli (AIPH), quali le Floriade olandesi o le Esposizioni internazionali di giardinaggio (Internationale Gartenbauausstellung - IGA) tedesche.
Dopo l'approvazione da parte dell'AIPH e a seguito della richiesta di riconoscimento da parte del governo intenzionato ad ospitare la manifestazione, l'Assemblea Generale del BIE approva il regolamento dell'Esposizione Orticola internazionale, sempre che non sia in contraddizione con le convenzioni del Bureau. Un'Esposizione Orticola riconosciuta dal BIE deve:
- avere una durata non inferiore ai tre mesi e non superiore ai sei;
- devono intercorrere un minimo di due anni tra due esposizioni orticole;
- devono intercorrere un minimo di dieci anni tra due esposizioni organizzate dallo stesso Paese;
- un'Esposizione Orticola deve essere organizzata nel periodo compreso tra due Esposizioni Universali.

## Triennale di Milano
Anche la Triennale di Milano, che riguarda le arti decorative, è stata una manifestazione ufficialmente riconosciuta dal BIE; rappresenta un'eccezione in quanto manifestazione costantemente ospitata dalla stessa città.
Le edizioni riconosciute dal BIE sono quelle che ebbero luogo nei seguenti anni: 1933, 1936, 1940, 1947, 1951, 1954, 1957, 1960, 1964, 1968, 1988, 1992 e 1996. Dopo vent'anni è stata organizzata una nuova edizione della Triennale nel 2016, dal 2 aprile al 12 settembre; il tema è stato "Ventunesimo secolo, design dopo design" (21st century, design after design) e ha presentato i nuovi trend del design e come essi si interconnettono con l'evoluzione del mondo. Nel 2019, dal 1º marzo al 1º settembre, è stata organizzata la XXII edizione della Triennale, ancora una volta riconosciuta dal BIE, il cui titolo è stato "Broken Nature: Design Takes on Human Survival", legato al rapporto uomo-natura, da ricostruire quanto prima.

## Stati membri
Qualsiasi stato può diventare membro del BIE aderendo alla Convenzione del 1928 e a tutti i protocolli ed emendamenti successivi. Il processo di adesione è indicato espressamente nel testo (art. 35) e in particolare ricordiamo che:
- uno stato può essere membro del BIE se membro delle Nazioni Unite, della Corte internazionale di giustizia, di una delle istituzioni specializzate delle Nazioni Unite, o della Agenzia internazionale per l'energia atomica;
- l'approvazione della richiesta deve essere votata dalla maggioranza di due terzi dell'Assemblea Generale;
- la richiesta di adesione deve essere inviata al governo della Repubblica Francese.

Essere membro del BIE comporta una serie di vantaggi quali il poter prendere parte alle discussioni relative all'organizzazione di un'Esposizione e dare il proprio parere in merito. Gli stati membri partecipano dal principio alle discussioni con gli organizzatori delle Expo e godono del privilegio di essere ascoltati in ciò che riguarda l'organizzazione degli eventi a cui intendono partecipare.
L'organizzazione conta attualmente 170 Paesi di tutti i continenti. Di seguito viene riportato l'elenco dei Paesi membri del BIE:
| N.   | Paese                     | Data di accesso   | Note |
| ---- | ------------------------- | ----------------- | --- |
| 1    | Afghanistan               | 7 giugno 2012     | |
| 2    | Albania                   | 17 gennaio 1931   | Stato firmatario, sospensione tra il 13 giugno 1949 e il 1 luglio 2008                                    |
| 3    | Algeria                   | 2 giugno 1997     | |
| 4    | Andorra                   | 3 dicembre 2004   | |
| 5    | Angola                    | 25 novembre 2011  | |
| 6    | Antigua e Barbuda         | 15 maggio 1997    | |
| 7    | Arabia Saudita            | 5 novembre 2007   | |
| 8    | Argentina                 | 7 dicembre 1982   | |
| 9    | Armenia                   | 25 marzo 2008     | |
| (10) | Australia                 | 30 gennaio 1935   | Stato firmatario, sospensione tra il 18 agosto 1944 e il 27 settembre 1973, sospensione dal 2015          |
| 11   | Austria                   | 8 dicembre 1947   | Stato firmatario                                                                                          |
| 12   | Azerbaigian               | 19 marzo 2008     | |
| 13   | Bahamas                   | 21 maggio 1997    | |
| 14   | Bahrein                   | 9 novembre 2007   | |
| 15   | Bangladesh                | 6 giugno 1997     | |
| 16   | Barbados                  | 26 maggio 1997    | |
| 17   | Belgio                    | 15 aprile 1931    | Stato firmatario                                                                                          |
| 18   | Belize                    | 12 maggio 1997    | |
| 19   | Benin                     | 18 settembre 2012 | |
| 20   | Bielorussia               | 30 marzo 1960     | |
| 21   | Bosnia ed Erzegovina      | 25 marzo 2008     | |
| 22   | Brasile                   | 5 novembre 1970   | Stato firmatario, sospensione tra il 24 luglio 1980 e il 17 maggio 1999                                   |
| 23   | Bulgaria                  | 31 marzo 1960     | |
| 24   | Burkina Faso              | 25 marzo 2008     | |
| 25   | Burundi                   | 21 marzo 2008     | |
| (26) | Canada                    | 22 maggio 1934    | Stato firmatario sospensione tra il 1 agosto 1944 e il 21 dicembre 1957, sospensione dal 16 ottobre 2012  |
| 27   | Cambogia                  | 9 aprile 1997     | |
| 28   | Camerun                   | 8 ottobre 2013    | |
| (29) | Cecoslovacchia            | 9 gennaio 1932    | Sospensione tra il 29 dicembre 1949 e il 1 aprile 1960                                                    |
| 30   | Ciad                      | 24 maggio 2013    | |
| 31   | Cile                      | 7 dicembre 1982   | Sospensione tra il 17 dicembre 1987 e il 22 novembre 2007                                                 |
| 32   | Cina                      | 3 maggio 1993     | |
| 33   | Cipro                     | 4 novembre 1999   | |
| 34   | Colombia                  | 6 giugno 1997     | Stato firmatario                                                                                          |
| 35   | Comore                    | 12 ottobre 2007   | |
| 36   | Corea del Nord            | 19 novembre 2007  | |
| 37   | Corea del Sud             | 15 maggio 1987    | |
| 38   | Costa d'Avorio            | 16 novembre 2007  | |
| 39   | Costa Rica                | 23 novembre 1982  | |
| 40   | Croazia                   | 14 marzo 2003     | |
| 41   | Cuba                      | 17 novembre 1982  | Stato firmatario                                                                                          |
| 42   | Danimarca                 | 26 marzo 1932     | Stato firmatario                                                                                          |
| 43   | Dominica                  | 5 giugno 1997     | |
| 44   | Ecuador                   | 18 maggio 2007    | |
| 45   | Egitto                    | 22 novembre 2007  | |
| 46   | El Salvador               | 7 dicembre 1982   | Sospensione tra il 5 ottobre 1987 e il 20 maggio 1997                                                     |
| 47   | Emirati Arabi Uniti       | 6 giugno 1997     | |
| 48   | Eritrea                   | 12 marzo 2008     | |
| 49   | Estonia                   | 15 maggio 2009    | |
| 50   | Figi                      | 8 novembre 2007   | |
| 51   | Filippine                 | 12 agosto 1993    | |
| 52   | Finlandia                 | 3 luglio 1937     | |
| 53   | Francia                   | 17 gennaio 1931   | Stato firmatario                                                                                          |
| 54   | Gabon                     | 17 settembre 2007 | |
| 55   | Gambia                    | 22 novembre 2007  | |
| 56   | Georgia                   | 18 marzo 2008     | |
| 57   | Germania                  | 17 gennaio 1931   | Stato firmatario, sospensione tra l'8 maggio 1945 e il 1 aprile 1956                                      |
| 58   | Germania Est              | 15 febbraio 1974  | Fino al 3 ottobre 1990                                                                                    |
| 59   | Ghana                     | 14 novembre 2007  | |
| 60   | Giappone                  | 8 gennaio 1965    | Stato firmatario                                                                                          |
| 61   | Gibuti                    | 11 ottobre 2007   | |
| 62   | Giordania                 | 10 dicembre 2004  | |
| 63   | Grecia                    | 21 gennaio 1933   | Stato firmatario                                                                                          |
| 64   | Grenada                   | 5 giugno 1997     | |
| 65   | Guatemala                 | 18 ottobre 2007   | Stato firmatario                                                                                          |
| 66   | Guinea Equatoriale        | 17 dicembre 2004  | |
| 67   | Guinea-Bissau             | 15 novembre 2007  | |
| 68   | Guinea                    | 5 novembre 2007   | |
| 69   | Guyana                    | 26 maggio 1997    | |
| 70   | Haiti                     | 17 giugno 1949    | Stato firmatario                                                                                          |
| 71   | Honduras                  | 9 novembre 2007   | |
| 72   | Indonesia                 | 5 giugno 1997     | |
| 73   | Iran                      | 14 novembre 2002  | |
| 74   | Islanda                   | 22 gennaio 1999   | |
| 75   | Isole Marshall            | 12 settembre 2007 | |
| 76   | Isole Salomone            | 8 novembre 2007   | |
| 77   | Israele                   | 31 maggio 1952    | Sospensione tra il 18 febbraio 1988 e il 10 giugno 1997                                                   |
| 78   | Italia                    | 17 gennaio 1931   | Stato firmatario                                                                                          |
| 79   | Jugoslavia                | 8 gennaio 2010    | Stato firmatario, aderisce come Serbia                                                                    |
| 80   | Kazakistan                | 4 giugno 1997     | |
| 81   | Kenya                     | 19 novembre 2007  | |
| 82   | Kirghizistan              | 4 giugno 1997     | |
| 83   | Kiribati                  | 18 settembre 2007 | |
| 84   | Kuwait                    | 27 luglio 2007    | |
| 85   | Laos                      | 9 maggio 1997     | |
| 86   | Lesotho                   | 26 ottobre 2011   | |
| 87   | Libano                    | 15 settembre 1947 | |
| 88   | Liberia                   | 22 novembre 2007  | |
| 89   | Libia                     | 11 marzo 2008     | |
| 90   | Lituania                  | 2 febbraio 2009   | |
| 91   | Madagascar                | 4 giugno 1997     | |
| 92   | Malawi                    | 5 ottobre 2011    | |
| 93   | Maldive                   | 9 novembre 2007   | |
| 94   | Malaysia                  | 18 aprile 1995    | |
| 95   | Mali                      | 13 novembre 2007  | |
| 96   | Malta                     | 15 marzo 2000     | |
| 97   | Marocco                   | 17 gennaio 1931   | Stato firmatario                                                                                          |
| 98   | Mauritania                | 24 aprile 2002    | |
| 99   | Mauritius                 | 26 maggio 2008    | |
| 100  | Messico                   | 7 dicembre 1982   | Sospensione tra il 17 giugno 1994 e il 7 aprile 1997                                                      |
| 101  | Monaco                    | 29 aprile 1958    | |
| 102  | Mongolia                  | 3 giugno 1997     | |
| 103  | Montenegro                | 16 luglio 2012    | |
| 104  | Mozambico                 | 9 aprile 2013     | |
| 105  | Namibia                   | 4 giugno 1997     | |
| 106  | Nauru                     | 5 giugno 1997     | |
| 107  | Nepal                     | 19 novembre 2007  | |
| 108  | Nicaragua                 | 7 dicembre 1982   | |
| 109  | Nigeria                   | 12 gennaio 1963   | |
| 110  | Niger                     | 5 ottobre 2007    | |
| 111  | Norvegia                  | 24 dicembre 1936  | |
| 112  | Nuova Zelanda             | 11 luglio 1950    | Sospensione tra il 1º ottobre 1976 e il 9 aprile 2013                                                     |
| 113  | Oman                      | 4 febbraio 1997   | |
| 116  | Paesi Bassi               | 24 dicembre 1932  | Stato firmatario, sospensione tra il 26 ottobre 1944 e il 6 gennaio 1951                                  |
| 117  | Pakistan                  | 4 giugno 2007     | |
| 118  | Palau                     | 3 giugno 1997     | |
| 119  | Panama                    | 3 dicembre 1982   | Sospensione tra il 19 ottobre 1988 e il 16 novembre 2007                                                  |
| 120  | Paraguay                  | 14 novembre 2007  | |
| 121  | Perù                      | 7 dicembre 1982   | Stato firmatario                                                                                          |
| 122  | Polonia                   | 18 luglio 1932    | Stato firmatario, sospensione tra il 24 novembre 1950 e il 1 aprile 1960                                  |
| 123  | Portogallo                | 11 gennaio 1932   | Stato firmatario                                                                                          |
| 124  | Qatar                     | 9 aprile 1997     | |
| 125  | RD del Congo              | 28 settembre 2007 | |
| 126  | Regno Unito               | 17 gennaio 1931   | Stato firmatario, sospensione tra il 16 giugno 1944 e il 2 settembre 1949                                 |
| 127  | Rep. Ceca                 | 19 giugno 1995    | |
| 128  | Rep. Centrafricana        | 26 marzo 2008     | |
| 129  | Rep. del Congo            | 22 novembre 2007  | |
| 130  | Rep. Dominicana           | 22 novembre 2007  | Stato firmatario                                                                                          |
| 131  | Romania                   | 17 gennaio 1931   | Stato firmatario                                                                                          |
| 132  | Ruanda                    | 20 marzo 2008     | |
| 133  | Saint Kitts e Nevis       | 13 maggio 1997    | |
| 134  | Saint Vincent e Grenadine | 25 aprile 1997    | |
| 135  | Samoa                     | 6 novembre 2007   | |
| 136  | San Marino                | 5 ottobre 2004    | |
| 137  | Saint Lucia               | 13 maggio 1997    | |
| 138  | Senegal                   | 22 novembre 2004  | |
| 139  | Seychelles                | 5 giugno 1997     | |
| 140  | Sierra Leone              | 25 marzo 2008     | |
| 141  | Siria                     | 2 luglio 2007     | |
| 142  | Slovacchia                | 25 giugno 1993    | |
| 143  | Slovenia                  | 2 novembre 2004   | |
| 144  | Somalia                   | 9 aprile 2013     | |
| 145  | Spagna                    | 17 gennaio 1931   | Stato firmatario, sospensione tra il 17 marzo 1941 e il 3 dicembre 1971                                   |
| 146  | Sri Lanka                 | 13 novembre 2007  | |
| 147  | Stati Uniti               | 24 maggio 1968    | Sospensione tra il 21 giugno 2001 e il 10 maggio 2017                                                     |
| 148  | Sudafrica                 | 1 settembre 1993  | |
| 149  | Sudan del Sud             | 28 maggio 2013    | |
| 150  | Sudan                     | 3 marzo 2008      | |
| 151  | Suriname                  | 16 maggio 1997    | |
| 152  | Svezia                    | 17 gennaio 1931   | Stato firmatario                                                                                          |
| 153  | Svizzera                  | 17 gennaio 1931   | Stato firmatario                                                                                          |
| 154  | eSwatini                  | 14 novembre 2007  | |
| 155  | Tagikistan                | 19 novembre 2007  | |
| 156  | Tanzania                  | 26 marzo 1963     | Sospensione tra il 19 agosto 1977 e il 3 giugno 1997                                                      |
| 157  | Thailandia                | 24 marzo 1993     | |
| 158  | Timor Est                 | 19 novembre 2007  | |
| 159  | Togo                      | 10 giugno 1997    | |
| 160  | Tonga                     | 19 novembre 2007  | |
| 161  | Tunisia                   | 17 gennaio 1931   | Stato firmatario                                                                                          |
| 162  | Turchia                   | 5 ottobre 2004    | |
| 163  | Turkmenistan              | 16 novembre 2012  | |
| 164  | Tuvalu                    | 12 settembre 2007 | |
| 165  | Ucraina                   | 30 marzo 1960     | |
| 166  | Uganda                    | 11 giugno 1997    | |
| 167  | Ungheria                  | 1 aprile 1960     | Stato firmatario                                                                                          |
| 168  | Unione Sovietica          | 12 novembre 1935  | Stato firmatario, sospensione tra il 15 novembre 1947 e l'8 luglio 1959, dal 26 dicembre 1991 come Russia |
| 169  | Uruguay                   | 10 giugno 1983    | |
| 170  | Uzbekistan                | 2 giugno 1997     | |
| 171  | Vanuatu                   | 16 novembre 2007  | |
| 172  | Venezuela                 | 23 novembre 1982  | |
| 173  | Vietnam                   | 11 aprile 2003    | |
| 174  | Yemen                     | 5 giugno 1997     | |
| 175  | Zambia                    | 7 aprile 2015     | |
| 176  | Zimbabwe                  | 21 settembre 2021 | [ 5 ] |
| 177  | Capo Verde                | 5 ottobre 2022    | |
| 178  | São Tomé e Príncipe       | 5 dicembre 2022   | |
| 179  | Iraq                      | 11 gennaio 2023   | |
| 180  | Palestina                 | 17 gennaio 2023   | |
| 181  | Etiopia                   | 1 febbraio 2023   | |
| 182  | Giamaica                  | 27 febbraio 2023  | |
| 183  | Botswana                  | 17 aprile 2023    | |
| 184  | Isole Cook                | 3 aprile 2023     | |
| 185  | Brunei                    | 20 aprile 2023    | |